# The Clash
Pour les articles homonymes, voir Clash.
The Clash est un groupe britannique de punk rock, originaire de Londres, en Angleterre, actif entre 1976 et 1986. Il s'agit d'un des quatuors majeurs de l'histoire du rock et du punk rock britannique. Le groupe commence sa carrière en 1976 et se dissout en 1986. En 2003, la formation entre au Rock and Roll Hall of Fame.
Ses personnalités les plus importantes sont Joe Strummer et Mick Jones, tous deux à la guitare et au chant, ainsi que le bassiste Paul Simonon et le batteur Topper Headon. Le style du groupe, rattaché au mouvement punk, se caractérise par un rock contestataire où les textes, « habités d'un élan anarchiste », jouent un rôle primordial.
Ce groupe se caractérise également par sa capacité à intégrer à sa musique des sonorités variées en puisant à la source des racines musicales de ses membres, parmi lesquelles le punk rock, le rock, le rockabilly, le reggae, le ska ou encore le dub,.

## Histoire

### Débuts et succès britannique (1976–1978)

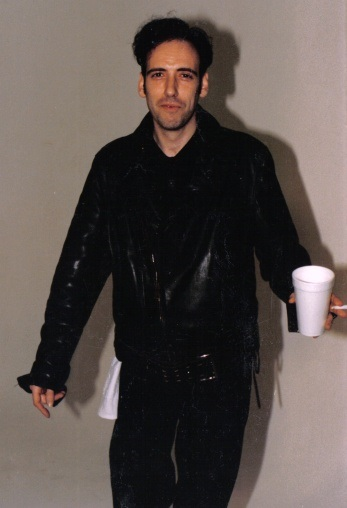
Mick Jones, un des fondateurs du groupe.

À l'origine composé de Joe Strummer, Mick Jones, Paul Simonon, Keith Levene et Terry Chimes (crédité sous le nom de Tory Crimes, un jeu de mots, sur leur premier LP), The Clash se forme à Ladbroke Grove, dans la banlieue ouest de Londres, en 1976, pendant la première vague du punk britannique.
Après l'échec de leur groupe punk au nom provocateur London SS, avec Tony James (futur Generation X), Jones et Simonon recrutent Joe Strummer, sur les conseils de leur manager Bernie Rhodes, en lui expliquant qu'il « assure mais que son groupe est de la merde »,. Strummer, de son vrai nom John Graham Mellor,, légèrement plus âgé qu'eux, est alors le chanteur et guitariste des The 101'ers, un groupe de pub rock à la renommée naissante. Après deux jours de réflexion, il accepte, séduit par l'énergie et le potentiel offert par ce nouveau mouvement musical grâce à un concert des Sex Pistols. De son côté, Keith Levene (qui intégrera plus tard Public Image Limited), un ami de Mick Jones, les rejoint en tant que guitariste et compositeur au sein du groupe.
« La jeunesse, après tout, n'est pas une condition permanente et un clash de générations n'est pas aussi dangereux, fondamentalement, pour le gouvernement que le serait un clash entre les gouvernants et les gouvernés. ». Cette phrase insérée au verso de la pochette de The Clash par Sebastian Conran résume le sens profond du nom du groupe trouvé par Paul Simonon, peu après l'arrivée de Terry Chimes. Le mot étant régulièrement cité dans le journal Evening Standard, Paul Simonon décide de le proposer aux autres membres, qui approuvent l'idée.
Le 4 juillet 1976, le Clash se produit en première partie des Sex Pistols à Sheffield. Ils interprètent Janie Jones, London's Burning et 1977, montrant un goût certain pour le pur style punk au détriment de la diversité des mélodies. Présent sur place, Charles Shaar Murray, journaliste du New Musical Express, écrit plus tard dans sa critique : « Les Clash sont le genre de groupe de garage qui devraient rapidement retourner dans leur garage, de préférence avec la porte fermée et le moteur en marche. ». Le groupe répond malicieusement à cette attaque en composant Garageland. À l'automne, ils participent au festival punk du 100 Club, puis signent chez CBS Records. Keith Levene est renvoyé début septembre pour manque de motivation et ne participe pas au premier album du groupe, bien qu'il y soit crédité. Terry Chimes quitte le groupe à la fin novembre de la même année, et est brièvement remplacé par Rob Harper pour la tournée Anarchy Tour de décembre 1976. Finalement, il revient participer au premier album.

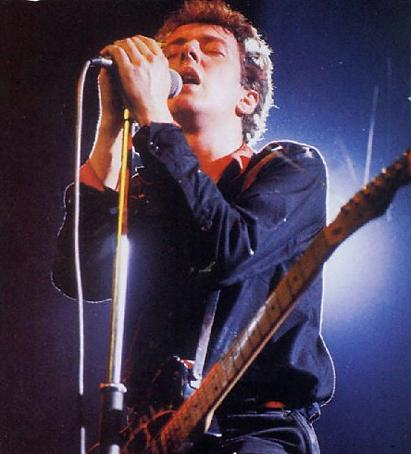
Joe Strummer, un des fondateurs du groupe.

Ils publient le single White Riot / 1977, et leur premier album, l'éponyme The Clash, en 1977. Le succès est rapidement au rendez-vous au Royaume-Uni. À cette période, cependant, CBS ne distribue pas l'album aux États-Unis, et attend l'année 1979 pour y sortir une version modifiée (sans le titre I'm So Bored with the USA) qui deviendra l'album importé par un groupe britannique le mieux vendu dans le pays. Après la sortie de ce premier album, Chimes quitte durablement le groupe d'un commun accord, en raison de divergences personnelles avec les autres membres. L'album est très bien accueilli par la presse spécialisée, et se classe 12e des meilleures ventes à sa sortie. Dans le neuvième numéro de Sniffin' Glue, Mark Perry, qui a pourtant critiqué le groupe pour sa signature chez CBS, est enthousiaste. Il écrit dans sa chronique : « L'album The Clash est comme un miroir. Il reflète toute la merde. Il nous montre la vérité. Pour moi, c'est l'album le plus important jamais sorti. »
Après une période de tests avec différents batteurs, le choix s'arrête finalement sur Nicholas Bowen Headon, surnommé « Topper » Headon par le groupe en raison de sa ressemblance avec un singe de dessin-animé. Doué, Topper sera même surnommé The Human Drum Machine par le producteur de Give 'Em Enough Rope, Sandy Pearlman, grâce à sa synchronisation impeccable. Ce musicien doté d'un don pour la batterie a en réalité prévu de ne rester que brièvement dans le groupe, le temps pour lui de se faire une réputation avant de rejoindre un meilleur groupe. Mais, face au potentiel de son groupe actuel, il change ses plans et décide de rester[réf. nécessaire]. Le 5 août 1977, ils jouent au festival punk de Mont-de-Marsan.
Au départ, les membres de The Clash se font connaître par leur vision politique révolutionnaire et véhémente, accompagnée d'un look novateur. Leurs vêtements, caractéristiques, reconstitués et peints par eux-mêmes dans le style « éclaboussure » de Jackson Pollock, arborent des slogans révolutionnaires tels que « Sten Guns in Knightsbridge », « Under Heavy Manners », « Heavy Discipline ». Pendant l'année 1977, Strummer et Jones connaissent des ennuis avec la police pour une série de délits mineurs allant du petit vandalisme au vol, tandis que Simonon et Headon sont brièvement arrêtés pour avoir tiré sur des pigeons voyageurs avec des pistolets à air comprimé du toit de leur studio d'enregistrement. Cette dernière histoire est d'ailleurs la source d'inspiration de la chanson Guns on the Roof (1978).

### Succès américain (1978–1982)

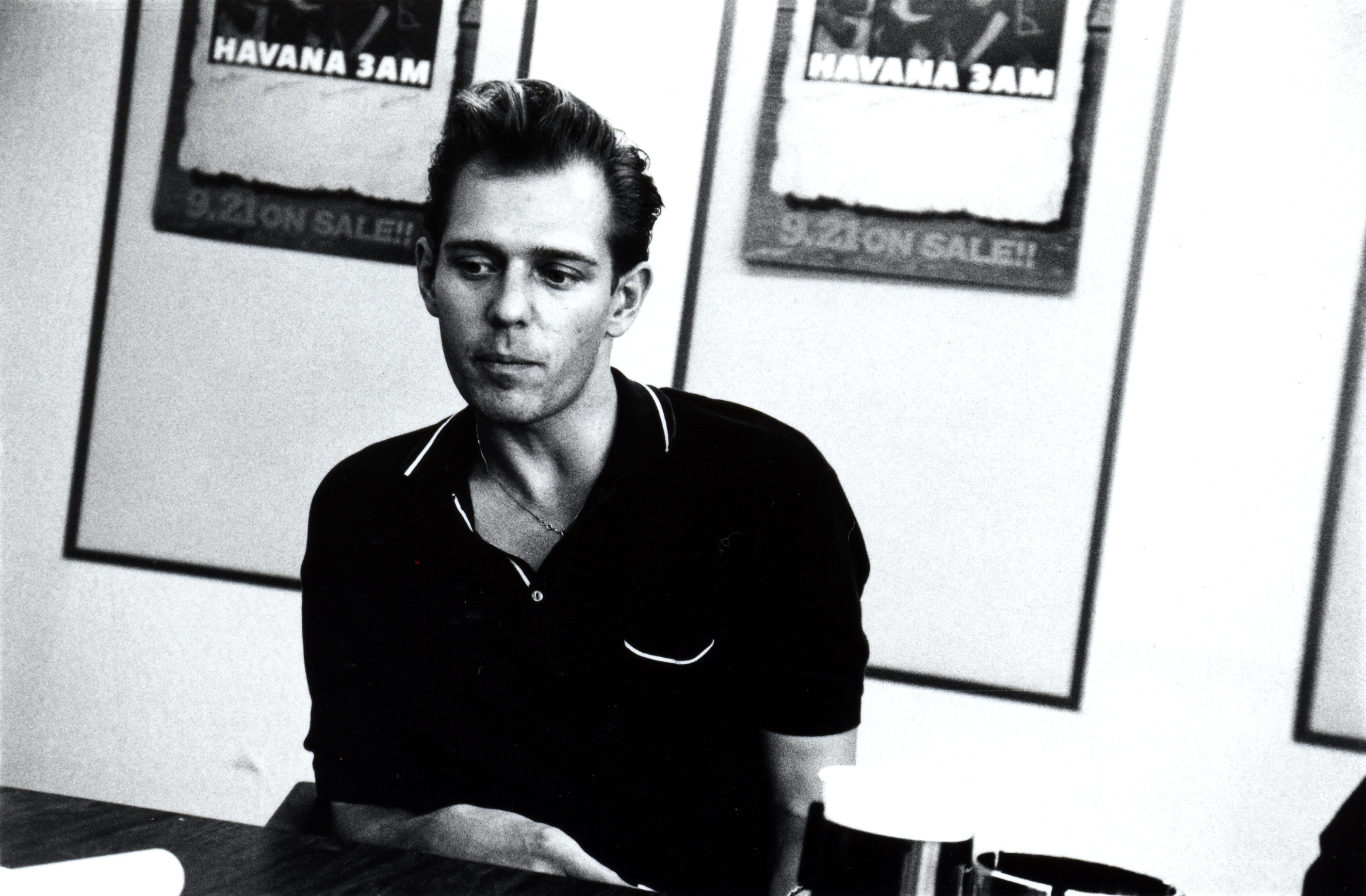
Paul Simonon en 1991.

Le deuxième album du groupe, intitulé Give 'Em Enough Rope, est produit par Sandy Pearlman. Le batteur Topper Headon y est crédité sur tous les titres. L'album sort en 1978 et atteint la deuxième place des classements britanniques, mais il échoue à entrer dans le Top 100 américain. Au Royaume-Uni, l'accueil des critiques est mitigé. La production est jugée trop lisse en comparaison de l'excitation brute du premier album. Cependant, le public britannique lui réserve un accueil favorable. Les Clash obtiennent leur premier titre à succès, Tommy Gun.
Give 'Em Enough Rope est le premier album du groupe qui sort officiellement aux États-Unis. D'ailleurs, le groupe effectue sa première tournée américaine, appelée Pearl Harbour Tour, en son soutien au début de l'année 1979. Peu après, en juillet 1979, leur premier album sort à son tour officiellement aux États-Unis, mais sans les titres 48 Hours, Cheat, Protex Blue et Deny, qui sont remplacés par quelques morceaux issus de singles sortis entre l'album original de 1977 et Give 'Em Enough Rope. The Clash contient donc en plus une version de I Fought the Law de Sonny Curtis (qui sortira plus tard sur leur EP The Cost of Living), Clash City Rockers, Complete Control et (White Man) In Hammersmith Palais.
Le troisième album, London Calling, un double album, vendu au prix d'un simple sur l'insistance du groupe, sort en 1979 et reste le sommet de leur succès commercial. Au départ, il est accueilli au Royaume-Uni avec suspicion par leurs premiers fans, du fait que les doubles albums étaient généralement associés aux groupes de rock progressif. Ouvrant la musique punk sur d'autres univers musicaux, il offre une plus large palette de styles et influences que les albums précédents, parmi lesquels le rockabilly à la sauce américaine et le reggae jamaïcain qui faisait écho aux styles dub et ska populaires au Royaume-Uni. Accompagné à l'époque d'un autocollant annonçant the Clash comme « le seul groupe qui compte »,, l'album est considéré depuis comme l'un des meilleurs qu'un groupe de rock ait jamais produit, cité 8e de la liste des 500 plus grands albums de tous les temps établie par le magazine Rolling Stone. Il atteint également la première place du classement des 25 albums des 25 dernières années de Entertainment Weekly. Les titres qui le composent, tels que Train in Vain, Clampdown et London Calling, sont encore régulièrement diffusés sur les ondes des chaînes de radio. Lors de sa sortie, Train in Vain devient le premier tube du groupe à se classer dans le Top 40 américain, bien qu'il soit au départ un titre caché sur le vinyle original car ajouté trop tard en fin de sessions d'enregistrement.
La police de caractères utilisée sur la pochette est un hommage au premier RCA LP éponyme d'Elvis Presley, tandis que la photo prise par Pennie Smith montre un Paul Simonon frustré fracassant sa guitare basse contre le sol lors du show au Palladium de New York en 1979. Selon Simonon, qui au départ était contre l'utilisation de cette photo sur la pochette, il s'agit de la seule fois où il cassa une guitare sur scène. Cette basse est aujourd'hui au musée Rock and Roll Hall of Fame, avec la légende « Revolution Rock: The Story of the Clash ».

Drapeau du Front sandiniste, qui inspirera l'album Sandinista!.

À la fin de l'année 1980, The Clash, après la sortie du double album London Calling, sort le triple album intitulé Sandinista! (avec le numéro de catalogue FSLN1 pour les initiales espagnoles du mouvement politique nicaraguayen Sandinista : Frente Sandinista de Liberación Nacional). Une nouvelle fois, le groupe insiste pour que l'album se vende au même prix qu'un album simple, payant la différence en baissant ses propres royalties. Explorant divers styles musicaux, Sandinista! reçoit, de la part des critiques et des fans, des réactions très opposées. Si certains trouvent l'album confus, dispersé et très complaisant, il atteint tout de même le sommet de la liste Pazz and Jop des meilleurs albums de l'année selon The Village Voice. Enregistrant chaque idée qu'ils ont, les membres du groupe deviennent moins intéressés par la conception traditionnelle du punk que par leurs expérimentations dans le reggae et le dub (One More Time) et élargissent leur spectre musical avec le jazz (Look Here), le hip-hop (The Magnificent Seven), la musique de chambre (Rebel Waltz), le gospel (Hitsville UK et The Sound of the Sinners), et le chant du bébé de Mickey Gallagher, le claviériste jouant le synthétiseur.
Bien que les fans soient troublés et que les ventes chutent en Angleterre, le groupe fonctionne plus aux États-Unis que précédemment, principalement en surfant sur le précédent succès de London Calling. À la suite de la sortie de Sandinista!, The Clash fait sa première tournée mondiale, avec des dates en Asie de l'Est et en Australie.
C'est à ce moment que la combinaison du calendrier démentiel de la tournée et l'enregistrement d'un nouvel album laisse apparaître de plus en plus de frictions au sein du groupe.

### Tensions et séparation (1982–1983)

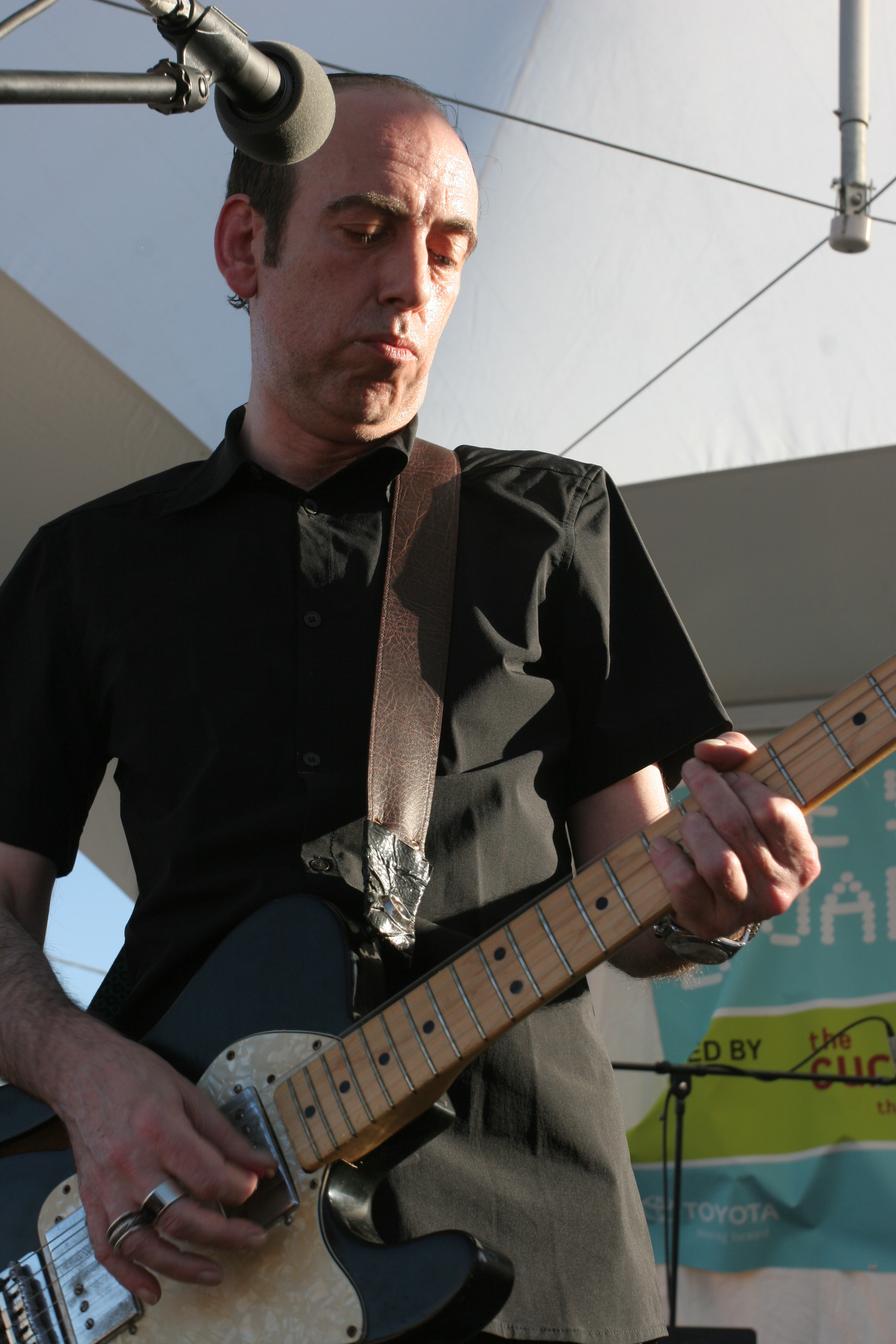
Mick Jones (ici en 2008) quitte The Clash en 1983.

Les tensions et conflits au sein du groupe, spécialement depuis que le batteur du groupe, Topper Headon, est devenu instable à cause de son addiction à l'héroïne, mènent à une séparation. Cependant, en pleine tournée, le groupe réussit à enregistrer un album supplémentaire, Combat Rock, qui devient même sa meilleure vente mondiale. Avec des titres tels que Rock the Casbah et la double face A Should I Stay or Should I Go/Straight to Hell, le disque entre en force dans les hit-parades américains et britanniques. À cette période, l'unité de The Clash commence à s'effriter. Il est demandé à Topper Headon de quitter le groupe juste avant la sortie de ce cinquième album. Le batteur du groupe est alors incapable de faire face à sa toxicomanie continue, qui a un impact négatif à la fois sur sa santé, sur sa technique de batterie, et sur un absentéisme devenant problématique. 
À ce propos, Topper déclara qu'à cette période qu'il n'était « pas au meilleur de [sa] forme. Quand on prend de la drogue, plus rien n'a d'importance. J'étais devenu égoïste, déloyal... et je me foutais pas mal des autres. »
La véritable raison du départ de Headon est cachée par Bernie Rhodes qui parlera d'une divergence de point de vue politique. Le batteur des débuts, Terry Chimes, est recruté pour les mois qui suivent.
À propos des tensions au sein du groupe, Mick Jones déclara dans le documentaire Joe Strummer : The Future is Unwritten : « On ne se supportait plus... Cela faisait des années que nous vivions ensemble les uns sur les autres, sans jamais prendre de vacances. Aujourd'hui, les groupes partent en vacances. Ils vont s'aérer la tête. Nous, on ne faisait jamais ça. On travaillait en permanence. » Puis il s'exprime sur un point de non-retour franchi lors d'un évènement violent entre lui et Joe Strummer. Un soir, Mick fit un commentaire qu'il qualifie lui même de « déplacé » à Strummer à propos de sa trop grande présence sur scène, ce à quoi le frontman de Clash répond qu'il n'a pas de leçons à ce sujet à lui donner étant donné le peu de respect que Jones aurait lui-même pour la scène. Irrité, le guitariste jeta son verre de vodka-orange au visage du chanteur, qui lui répondit d'un coup de poing en pleine figure. L'un et l'autre furent abasourdis par cet évènement. « Et ça s'est arrêté là... j'ai éclaté de rire » conclut Mick Jones.
La tournée Combat Rock est paradoxalement un énorme succès. En partie avec la première partie de la tournée d'adieu de The Who, le groupe joue dans les plus grands stades américains (JFK Stadium de Philadelphie, Pontiac Silverdome de Détroit, Shea Stadium de New York, Coliseum d'Oakland…). À cette époque, après une période de recherche d'identité vestimentaire et capillaire, Joe Strummer arbore une crête iroquoise, symbole alors quelque peu démodé des punks, et relance la mode chez la « génération MTV ». La perte de Headon, membre fédérateur et apprécié de tous, apporte beaucoup de frictions au sein du groupe. Jones et Strummer commencent à se quereller sans cesse, bien qu'il ait parfois été dit que cette animosité venait du fait que Bernie Rhodes n'aimait pas Jones, le trouvant arrogant, et qu'il aurait monté Strummer contre celui-ci. Les membres du groupe communiquent à peine, s'évitant même du regard, aussi bien lors des concerts qu'en coulisses. À la veille de la tournée au Royaume-Uni, Joe Strummer disparaît, obligeant le groupe à annuler les premières dates. The Clash continue néanmoins à tourner, mais en 1983, après des années de tournées et d'enregistrements continus, en paie le prix. Bien qu'ayant mûri en tant que musiciens et individus, les membres sont encore assez jeunes (Paul Simonon et Mick Jones ont seulement 26 et 27 ans, Strummer 30) et ne savent pas faire face à de telles situations difficiles et tendues. Simonon, un ami de longue date de Jones, se rapproche plus de Strummer parce qu'il est frustré par les expérimentations musicales de Mick Jones.

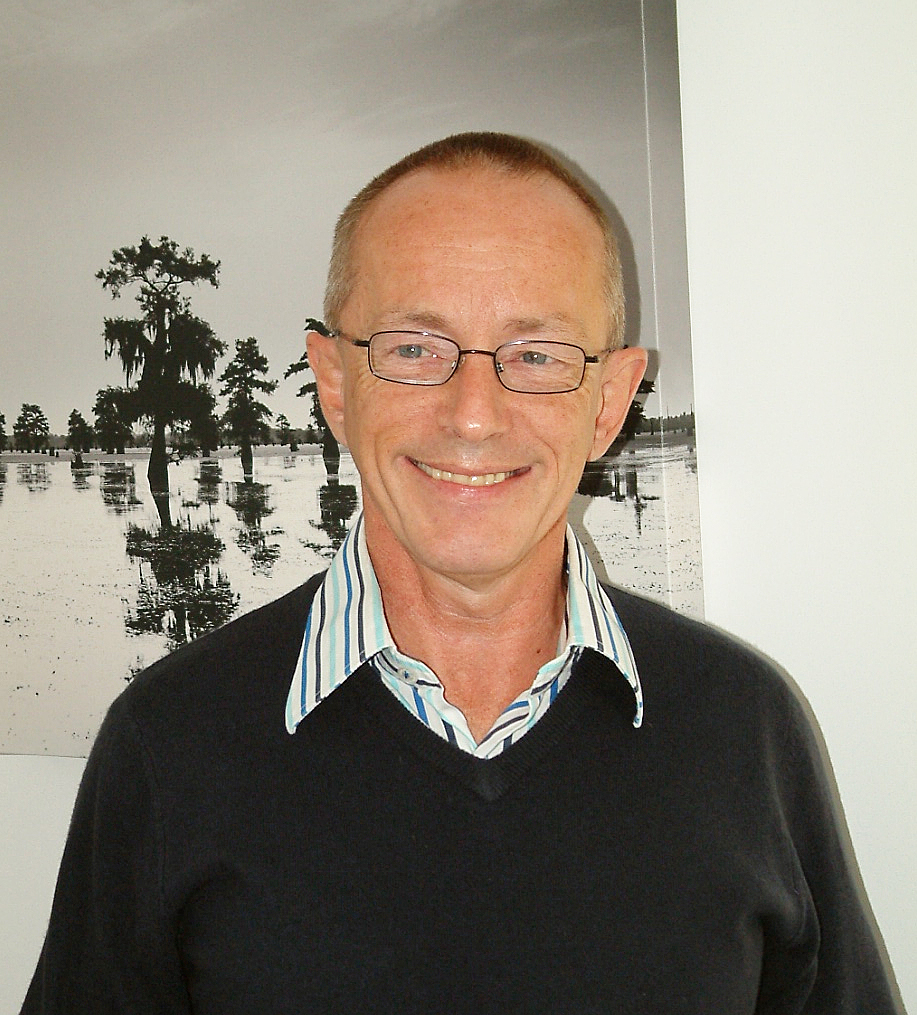
Topper Headon, en septembre 2008.

Chimes claque la porte après le Combat Rock Tour de 1982-1983, convaincu qu'il ne peut continuer à supporter les incessantes querelles internes entre membres. En 1983, après une recherche intensive, le nouveau batteur Pete Howard est recruté et accompagne le trio sur scène pendant plusieurs dates américaines au style dépouillé et finalement au festival de San Bernardino, Californie. Tête d'affiche du festival aux côtés de David Bowie et Van Halen, The Clash donne là le plus gros concert de sa carrière devant près d'un demi-million de spectateurs. Cette date sera aussi la dernière apparition de Mick Jones avec le groupe.
En septembre 1983, poussés par Rhodes, Strummer et Simonon virent Jones du groupe, prétextant son attitude problématique et le fait qu'il se soit éloigné de l'idée originelle du groupe.
Après une série d'auditions, le groupe annonce l'arrivée des guitaristes Nick Sheppard (ex-membre des Cortinas, une formation de Bristol), et Vince White. Howard continue en tant que batteur, malgré les rumeurs selon lesquelles Headon ou Chimes pourraient revenir le remplacer. La nouvelle formation joue son premier concert en janvier 1984 avec de nouveaux morceaux et se lance dans une tournée autoproduite, appelée le Out of Control tour. Cette formation restera tout de même un échec artistique. Joe Strummer préfère d'ailleurs l'appeler par la suite The Clash Mark Two,. À ce propos, répondant à la question de savoir si cette version du groupe était une erreur, il déclare : « Si vous êtes autorisé à faire vos erreurs, je pense que vous devriez. Mais les gens n'aiment pas vraiment vous entendre les admettre. Quoique je n'en aie jamais voulu me décharger sur les musiciens qui étaient engagés là-dedans… Parce que ce n'était pas leur faute. »,.
En 1988, dans une autre interview,, Joe Strummer avoue qu'il pense encore de temps en temps à ces musiciens : « J'espère que ça ne leur a pas trop pourri la vie, parce que c'était de bonnes personnes dans une situation perdue d'avance. ». The Clash tourne de l'hiver jusqu'au début de l'été. À l'occasion de Scargill's Christmas Party, un spectacle caritatif donné en décembre 1984 à l'attention des mineurs, le groupe annonce la sortie de son prochain album dans le courant de l'année.

### Cut the Crapet dernière tournée (1984–1986)
Les sessions d'enregistrement de Cut the Crap sont chaotiques, surtout avec Bernie Rhodes et Strummer travaillant à Munich. La plupart des parties musicales sont jouées par des musiciens de studio, que Sheppard et plus tard White survolent en les enrichissant de « bouts de guitare ». Luttant contre Rhodes pour avoir le contrôle du groupe, Strummer, concernant le projet, décide de s’en laver les mains et retourne chez lui. À la même période, le groupe part en tournée. Appliquant des règles strictes qui  permettent aux membres de transporter uniquement 10 livres sterling et des sous-vêtements de rechange, le groupe voyage séparément ou par deux. Ils se retrouvent uniquement pour des concerts dans des espaces publics à travers le Royaume-Uni où ils jouent des versions acoustiques de leurs tubes ainsi que des reprises telles que Twist and Shout et Stepping Stone.
Après un concert à Athènes, Strummer s'exile en Espagne pour faire le point. Début 1986, lui et Paul Simonon dissolvent officiellement le groupe. Tandis que Strummer est parti, le premier single This Is England issu de Cut the Crap sort avec un accueil principalement négatif. La chanson, comme la plupart du reste de l'album qui suit plus tard la même année, a été en grande partie remixée par Rhodes, ajoutant des synthétiseurs, des boites à rythme et des chants aux enregistrements inachevés de Strummer. D'autres chansons jouées lors de la tournée restent inédites aujourd'hui, parmi lesquelles figurent Jericho, Glue Zombie et In the Pouring Rain. Bien qu'Howard fût un batteur émérite, paradoxalement toutes les pistes à la percussion ont été produites à l'aide de boîtes à rythme.

## Style musical

### Énergie des concerts

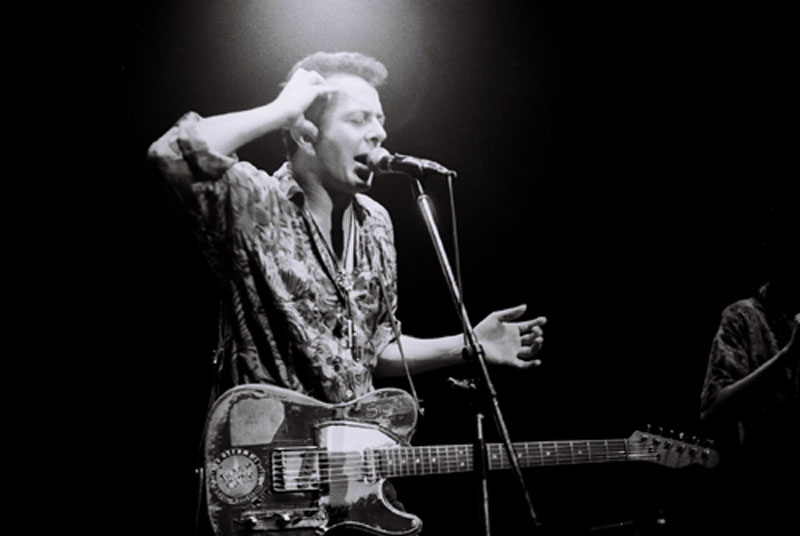
Joe Strummer.

Pour Joe Strummer, le son live de The Clash est comme celui d'« un phoque fou aboyant au milieu d'une multitude de marteaux-piqueurs ». Sur scène, le style du groupe est extrêmement rythmé. Au départ, Paul Simonon n'est qu'un novice et c'est Mick Jones qui s'occupe d'accorder sa basse. Le son n'est pas parfait mais le public apprécie l'énergie qu'ils dégagent. Joe Strummer, quant à lui, hurle au point que peu de personnes le comprennent. Au milieu des autres membres, la rage qu'il emploie pour chanter attire la majorité des regards vers lui.
Leurs différentes prestations leur valent d'acquérir assez rapidement une solide réputation. Les critiques les comparent alors aux Who et Rolling Stones des débuts ou encore à Bruce Springsteen. La rage qu'ils dégagent sur scène devient leur marque de fabrique. Et la totale implication des membres dans leurs performances scéniques impressionne le public lors de leurs tournées.
Malgré leur succès, les membres restent accessibles et proches de leurs fans. Cette attitude altruiste les détache du reste de la scène rock de l'époque. Dans une interview, Lester Bangs, chroniqueur de Rolling Stone et de Creem, explique sa fascination pour cette approche marginale : « J'ai été stupéfié quand j'étais en tournée avec The Clash pour faire une histoire sur eux, la chose qu'ils faisaient vraiment à la fin de chaque spectacle, ils sortaient au milieu de la foule et rencontraient les gamins de ces villes et disaient "Salut, à quoi ressemble cette ville ?". »

### Slogans accrocheurs
Comme le déclare Mick Jones, les textes de leurs chansons sont plus des slogans que des paroles traditionnelles. Aux débuts du groupe, les membres les réutilisent d'ailleurs pour confectionner leurs propres tee-shirts. Sortie en face B du single de White Riot mais non présente sur le premier album, la chanson 1977 est caractéristique de cette époque avec son passage accrocheur « No Elvis, Beatles, or the Rolling Stones in 1977 ». Il résume l'esprit qui règne en 1977 lors de l'explosion du mouvement punk. Le groupe respecte néanmoins ces artistes qui influencent leur musique. La critique vise la production musicale de cette époque, qui est devenue une simple histoire de profits.

## Impact socio-culturel

### Incarnation du punk politique et social
Dans les années 1970, le vide laissé au Royaume-Uni par le parti travailliste pousse l'émergence du punk et de son engagement politique. Idéalistes, avec une sensibilité poussée de gauche, The Clash est l'un des groupes incarnant le plus cet aspect du punk, principalement porté par son leader Joe Strummer. « Nous sommes anti-fascistes, nous sommes anti-violence, nous sommes anti-racistes et nous sommes pro-créatifs, sommes contre l'ignorance » dit d'ailleurs Strummer,.
La majeure partie des groupes punks britanniques contemporains des Clash ne font pas preuve d'un aussi grand sens politique, comme The Sex Pistols ou The Damned. Même la scène américaine des Ramones, Talking Heads et Blondie est dénuée de sens politique. Pour beaucoup, dont Billy Bragg, l'apport de The Clash et en particulier de Joe Strummer dans ce domaine est donc déterminant : « S'il n'y avait pas eu les Clash, le punk aurait été simplement une raillerie, une épingle de sûreté et une paire de pantalon de servage ». Issu de la tradition des musiciens engagés, l'un des combats politiques du groupe est de pousser la jeunesse à se rebeller contre le conservatisme oppressif du thatcherisme. C'est pourquoi Joe Strummer est parfois considéré depuis sa mort comme étant à la fois compositeur et militant politique[pas clair].
Pour Lester Bangs, ce qui crédibilise le discours du groupe, c'est son authenticité plus que les origines sociales de ses membres. Ainsi, dans son article The Clash long d'une trentaine de pages, il écrit à leur sujet : « Le fait est que, comme Richard Hell le dit, le rock 'n' roll est une arène dans laquelle vous vous recréez, et tout ce qui est dit au sujet de l'authenticité est juste un tas de connerie. Les Clash sont authentiques parce que leur musique porte en elle une telle conviction brutale, pas parce que ce sont de bons sauvages. »

### Idéologie

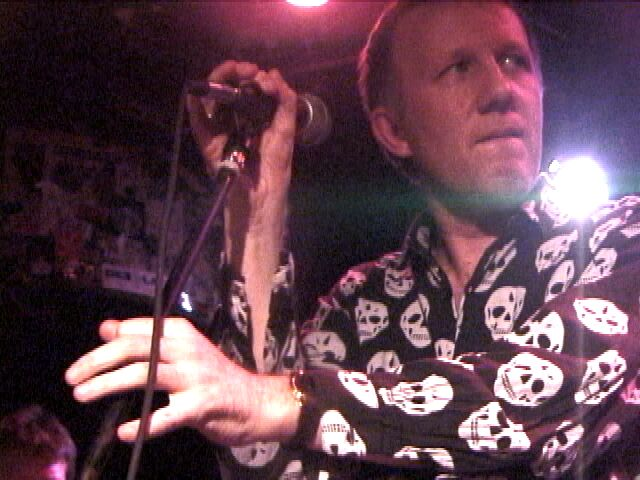
Mark Perry, créateur du fanzine Sniffin' Glue.

Inspiré par le précepte du do it yourself, le groupe choisit pourtant à ses débuts de signer dans une major plutôt que chez un label indépendant. Lorsque le groupe signe avec la firme CBS Records pour £ 100 000, certains fans sont donc décontenancés. Mark Perry déclare même à ce sujet : « le punk est mort le jour où les Clash ont signé chez CBS ». Conscient de ces critiques, Joe Strummer répond dans une interview pour Melody Maker : « Écoutez, nous voulons atteindre beaucoup de gens. Si nous avions monté notre propre label, nous serions seulement arrivés à toucher quelques centaines ou peut-être milliers de personnes. Où est le bien là-dedans quand vous essayez d'être réalistes sur ces choses ? ». Mais au même moment le mouvement punk commence à se transformer en un vaste business, la communauté éprouve donc de la défiance pour cette annonce et le groupe Crass compose la chanson Punk Is Dead dans laquelle il hurle : « CBS promeut les Clash / Mais ce n'est pas pour la révolution, c'est juste pour le cash. ».
Le groupe pense pourtant avoir la main sur le côté artistique. Mais lorsque CBS sort le single sans demander l'avis des membres, ceux-ci sont irrités. En réponse, ils écrivent la chanson Complete Control qui attaque leur maison de disques.
L'argent a toujours été le problème récurrent du groupe The Clash. Ainsi, lors de la tournée Anarchy Tour, après l'annulation de la plupart des concerts, d'autres salles plus petites sont trouvées, diminuant ainsi les recettes. Par provocation, sur la scène de Leeds, Joe Strummer arbore un Tee-shirt où l'on peut lire : « Social Security £9.70 » (« sécurité sociale £9,70 »), soit la modique somme qu'il touche par semaine. Le déchainement du public pendant les concerts du groupe aboutit à des dégradations lourdes lors de nombreux concerts, que le groupe s'attache à payer… D'ailleurs, Bernie Rhodes couvre les dépenses de sa poche durant cette période. De la même manière, lorsqu'en 1980 le groupe sort son quatrième album, Sandinista !, il décide d'abandonner ses royalties sur les 200 000 premiers exemplaires. En sortant ce triple album au prix habituel d'un double (voire moins), les membres de The Clash souhaitent fournir au public le maximum de morceaux possible pour une somme abordable. Paul Simonon résume alors la pensée qui pousse le groupe à agir de la sorte : « Mais c'est le pari que nous devons prendre. Nous croyons que ce que nous faisons est juste. Si on devait nous imposer ce que les gens disent, ce ne serait plus The Clash »,. Ainsi, malgré l'argent amassé par les tournées du groupe, dont celle aux États-Unis avec les Who, le groupe est régulièrement proche de la banqueroute. En 1981, malgré les succès de leurs quatre premiers albums, les membres se battent avec leur maison de disques pour toucher un salaire hebdomadaire d'environ 200 dollars par personne.

### Thèmes abordés
« Pour moi, le punk rock était un mouvement social. Nous essayions de faire politiquement les choses dont nous pensions qu'elles étaient importantes pour notre génération et, avec un peu de chance, inspirerait une autre génération à aller encore plus loin — Joe Strummer. » Opposition à l'impérialisme, dénonciation de l'injustice raciale, critique du capitalisme, The Clash avec à leur tête Joe Strummer abordent de nombreux thèmes qui leur sont chers pour ouvrir les yeux de la jeunesse. Dans leur répertoire de chansons, les Clash ont avec Remote Control un titre qui dénote une certaine paranoïa. Inspiré par 1984 de George Orwell, la chanson est illustrée dans The Clash Song Book (1978) par le message « Big Brother vous regarde. ». Empreinte de colère envers les oppresseurs (gouvernement local, politiciens, monde des affaires, police), cette chanson remet en cause l'ordre établi, si critique envers le mouvement punk.

L'étoile rouge, symbole souvent repris par The Clash.

Les membres de The Clash sont perçus comme les pionniers du punk politique et se voient affublés du nom de « loubards de l'homme intelligent » (« thinking man's yobs ») dès 1977 dans un article de Tony Parsons de NME,. Leur vision politique s'exprime explicitement dans leurs paroles, dès leurs premiers enregistrements tels que White Riot. Inspiré à Joe Strummer à la suite des émeutes du carnaval de Notting Hill de 1976, le texte de cette chanson encourage la jeunesse blanche désabusée à s'engager politiquement de façon active à l'instar de la minorité noire. Alors que l'Angleterre est en pleine récession, la jeunesse punk anglaise se reconnait dans ces paroles qui expriment la frustration de l'époque.
Career Opportunities en est un autre exemple, dénonçant les emplois sous-payés, le style d'emplois en usine et le manque d'alternatives. La chanson London's Burning, quant à elle, traite de la complaisance politique. L'aspect politique de leurs textes est un des traits caractéristique du groupe (Spanish Bombs, The Guns of Brixton, Something About England, Straight to Hell...).
Dès 1976, dans une interview pour Sniffin' Glue, Strummer explique que la musique se doit d'être un moyen d'expression plus qu'un simple loisir : « écoute, la situation est beaucoup trop sérieuse pour s'amuser, mec ». Washington Bullets en est un exemple. Dans ce titre de Sandinista!, l'armée américaine est décriée pour son implication dans divers renversements politiques à travers le monde et en particulier l'Amérique du Sud. Sur un rythme disco et avec Headon au chant, ils s'amusent même à comparer les deux blocs américain et soviétique en 1980 dans Ivan Meets GI Joe, morceau évocateur de l'époque.
Au fil des albums et de divers entretiens, le groupe claironne son scepticisme envers les médias, en particulier ceux de masse. Dans une interview, Joe Strummer explique sa perception des médias : « Dans notre musique, nous essayons d'équilibrer un peu les choses en donnant aux gens des informations qu'ils ne vont pas avoir à la télé ou dans un journal. »,. Alors que CBS refuse de sortir leur premier album aux États-Unis et leur impose le producteur Sandy Pearlman pour le suivant, The Clash attaquent frontalement l'industrie musicale avec leur deuxième disque de 1978. Intitulé « Give them enough rope (and they will hang themselves) », il signifie littéralement « Laissez-leur du mou (et ils se passeront la corde au cou) ». La pochette qui l'accompagne montre un cadavre dévoré par des vautours, une métaphore des maisons de disques.
Les années 1970 voient les États-Unis dominer culturellement l'Angleterre. The Clash dénonce cette Amérique toute puissante et son impérialisme. Ainsi, Joe Strummer explique : « I'm so bored with the USA dénonçait cet impérialisme cheap, mais pas la musique américaine, pas le blues, pas leur grand cinéma, pas les gens. » Antimilitaristes, les musiciens de The Clash chantent des thèmes en rapport avec la guerre à plusieurs reprises. The Call-Up appelle à la désertion du service militaire avec ses paroles « It's up to you not to heed the call-up / I don't wanna die / I don't wanna kill ». C'est à la fois les jeunes soviétiques avec la guerre d'Afghanistan et les Américains avec la crise iranienne des otages qui sont alors concernés par cette chanson. Dans la même veine, Charlie Don't Surf, inspirée par Apocalypse Now de Francis Ford Coppola, a une approche ironique de la guerre. Ceci renforce l'attaque dirigée contre ceux qui veulent imposer leur vision du monde. Dans la chanson Career Opportunities, sortie sur l'album The Clash en 1977, un passage exprime le rejet de l'autorité militaire et le refus d'aller se battre lors de son service national (« I hate the army an' I hate the RAF / I don't wanna go fighting in the tropical heat »).

### Engagement politique

Logo de la Fraction armée rouge.

À l'image de nombreux groupes de la première vague punk, The Clash proteste contre la monarchie et l'aristocratie au Royaume-Uni et à travers le monde. Néanmoins, ils ne partagent pas la même vision nihiliste de la politique qu'ont la plupart de ces groupes. Ceci leur attire d'ailleurs de nombreuses critiques de la part d'autres groupes influents tels que Crass et Angelic Upstarts. En 1978, à l'occasion du spectacle Rock Against Racism organisé par l'Anti-Nazi League, Joe Strummer porte un tee-shirt controversé portant la mention « Brigate-Rosse » accompagnée de l'insigne de la Fraction armée rouge (Andreas Baader-Ulrike Meinhof). Il affirmera plus tard que ce geste n'avait pas pour but d'apporter son soutien aux brigades terroristes d'extrême gauche d'Allemagne et d'Italie, mais seulement faire parler de lui. Dans le film Rude Boy, Strummer, interrogé sur la signification de son T-shirt, affirme que c'est le nom d'une pizzeria. De même, dans la chanson Tommy Gun, son attitude est ambiguë. Caroline Coon apporte un éclairage sur ce que les Clash faisaient en réalité à cette époque : « Those tough, militaristic songs were what we needed as we went into Thatcherism » (« ces chansons, dures et militaristes, étaient ce dont nous avions besoin alors que nous entrions dans le thatcherisme »).
Le groupe apportera aussi son soutien à d'autres concerts caritatifs, dont les plus célèbres sont ceux de décembre 1979 pour la population du Cambodge, organisé par Paul McCartney. L'album sorti à la suite de ces concerts contient d'ailleurs une chanson de The Clash, Armagideon Time. The Clash offre également son soutien aux sandinistes au Nicaragua et à d'autres mouvements marxistes d'Amérique latine (comme en témoigne le titre de leur album de 1980, Sandinista!). À l'époque de leur album London Calling, sorti en décembre 1979, le groupe essaie de garder l'énergie punk tout en développant de plus en plus d'expérimentations musicales. Bien que particulièrement méfiants vis-à-vis de leur célébrité naissante, ils réservent toujours un bon accueil à leurs fans en coulisse après leurs concerts, faisant preuve d'ouverture d'esprit, d'intérêt intellectuel et de compassion dans leurs relations avec eux. Le titre de London Calling évoque la devise du journaliste radio américain Edward R. Murrow durant la Seconde Guerre mondiale. Ses paroles annoncent d'ailleurs : « …war is declared and battle come down… ». Elle met en garde ceux qui espèrent qu'ils soient les sauveurs : « … now don't look to us / Phoney Beatlemania has bitten the dust… », dresse un sombre portrait de l'époque : « The ice age is coming, the sun's zooming in / Engines stop running, the wheat is growing thin » mais appelle ceux qui écoutent à sortir de leur hébétude droguée et à reprendre le combat sans constamment se tourner vers les Clash eux-mêmes pour des réponses — « Forget it, brother, we can go it alone… Quit holding out and draw another breath… I don't want to shout / But while we were talking I saw you nodding out… » — demandant finalement, « After all this, won't you give me a smile ? ».
Pendant l'existence de The Clash, les musiciens ne sont jamais guidés par l'argent. Même contre leurs intérêts, les tickets pour leurs concerts sont vendus à des prix raisonnables. Le groupe insiste également auprès de CBS pour que leurs double et triple albums, London Calling et Sandinista!, soient vendus au prix d'un simple (environ £5). Pour cela, ils cèdent leurs royalties jusqu’à atteindre les 200 000 ventes. Cette logique du « en avoir pour son argent » a pour effet de les laisser toujours sous l'emprise de leur label. Ce n'est qu'à partir de 1982 qu'ils peuvent maitriser complètement leur propre carrière musicale.

### Manifestations
La sortie de White Riot est accompagnée d'un malentendu : certains critiques et journalistes relaient l'idée que The Clash est un groupe nationaliste. Pourtant, la chanson crie l'inverse. The Clash participe d'ailleurs à un concert pour la Ligue antinazie, puis au Rock Against Racism. Lancé par Red Saunders et Roger Huddle en 1976, le mouvement Rock Against Racism recueille le soutien de nombreux musiciens et intellectuels et prend rapidement de l'ampleur. En avril 1978, le Rock Against Racism Carnival rassemble 100 000 personnes de Trafalgar Square jusqu'à Victoria Park. Le concert en plein air qui est donné pour l'occasion voit se succéder The Clash, The Buzzcocks, Steel Pulse, X-Ray Spex, The Ruts, Sham 69, Generation X et le Tom Robinson Band. L'importance des Clash est telle dans ce mouvement que Red Saunders expliquera : « s’il devait y avoir une bande originale d’une révolution urbaine, ce serait les Clash ».

### Polémiques
Durant sa tournée promotionnelle internationale White Riot Tour (avec les Buzzcocks et The Jam) du premier album, le groupe commence à se créer une image conflictuelle, en partie à cause des arrestations de ses membres pour vandalisme. Le 21 mai 1977, après un concert à St Albans, la police anglaise stoppe le car transportant les membres et l'entourage du groupe. Strummer et Headon sont arrêtés pour avoir volé des taies d'oreiller et une clé d'un hôtel Holiday Inn de Seaton Burn près de Newcastle. Ils seront condamnés chacun à une amende de 100 £.
Tout au long de leur carrière, les membres du groupe connaissent régulièrement des démêlés avec la justice. Le 10 juin 1977, Joe Strummer et Topper Headon sont arrêtés à Londres après avoir écrit le nom du groupe sur un mur. Le 6 juin 1978, Joe Strummer et Paul Simonon sont arrêtés cette fois-ci à Glasgow pour ivresse et désordre sur la voie publique.
Pendant les trois premières années de leur carrière, les membres du groupe sont basés dans ce qui s'appelle maintenant « The Stables » Market à Camden Town, à Londres. Le 30 mars 1978, lors d'un enregistrement, Topper Headon et Paul Simonon sont arrêtés pour avoir abattu des pigeons depuis le toit de leur studio avec un fusil à air comprimé. Ces volatiles se sont révélés être en réalité des pigeons voyageurs d'une grande valeur.
Mais si la police s'est déplacée ce jour-là pour arrêter les deux musiciens, c'est parce que la police britannique des transports ferroviaires (« British rail transport police ») possèdent des bureaux non loin du studio. En se basant sur la réputation « anti-establishment » du groupe punk, elle pense que ceux-ci souhaitent tirer sur les trains. Un hélicoptère et des officiers du département d'enquête criminelle (« Criminal Investigation Department ») sont déployés pour l'arrestation. À la suite de cet incident, le groupe compose la chanson Guns on the Roof sur l'album Give Em Enough Rope.

### Connexions culturelles
Issus du même mouvement, les Sex Pistols et The Clash ont une histoire commune. Au départ, malgré la concurrence entre Malcolm McLaren et Bernie Rhodes pour installer leur groupe respectif comme chef de file du mouvement punk, les deux groupes tournent en même temps. Les Pistols sont les têtes d'affiche, les Clash un des groupes de support. Pourtant, les deux groupes n'ont pas la même philosophie, ni les mêmes buts. Comme l'explique Mick Jones, « Il y avait de la camaraderie jusqu'à un certain degré, mais un peu d'esprit de compétition, aussi : vous êtes dans une équipe différente. S'il y avait bien une chose au départ du punk qu'un groupe de gens qui pensait seulement à la destruction et à un autre qui pensait à créer, c'était les Sex Pistols et nous. Nous avions deux approches différentes, des finalités opposées. ».
D'ailleurs, Mark Perry, éditeur et créateur du fanzine Sniffin' Glue, considère que le groupe The Clash délivrait un véritable message. Selon lui, les Pistols n'avaient pas de véritable sens et se concentraient principalement sur la haine et la dérision. En revanche, The Clash abordaient des thèmes inspirés des problèmes quotidiens, comme le chômage ou la misère, la base même du mouvement punk. Musicalement, Joe Strummer affirmait, en interview, que même dans un style basique et primaire comme le punk, le batteur devait obligatoirement être doué et expérimenté sous peine de plomber les concerts, tandis que les Pistols revendiquaient, tout comme The Ramones, la volonté, quel que soit l'instrument, de jouer même sans savoir.
« The Clash était le meilleur groupe au monde et ils auraient été plus grands que U2 sans aucun doute. Pendant longtemps, ils ont été ceux à qui nous nous sommes mesurés. » - Larry Mullen de U2. Les Clash ont influencé une grande partie des groupes rock depuis les années 1980, en commençant par The Wallflowers ou U2. Bono les a d'ailleurs découverts lors d'un concert à Dublin. Selon lui, « The Clash était le plus grand groupe de rock. Ils ont écrit le règlement pour U2. ».
Fan du groupe et de son leader, Sharleen Spiteri, la chanteuse du groupe Texas, utilise la même guitare que ce dernier, une Fender Telecaster noire. En effet, à ses débuts, Strummer s'achète une Telecaster de 1966 pour 120 £ qu'il personnalise en la peignant lui-même en noir. D'ailleurs, en 2007, en écho au fait que Strummer ait gardé la sienne toute sa carrière, le fabricant réalise la « Telecaster Joe Strummer ». En hommage au groupe, la compilation Burning London: The Clash Tribute est sortie en 1999 avec des reprises par No Doubt, Third Eye Blind, 311 et Silverchair entre autres. Babyshambles, The Paddingtons, Dirty Pretty Things, Guillemots, The Kooks et environ 20 autres artistes ont également sorti une reprise de Janie Jones pour le Strummerville Music Charity.
À ses débuts avec Hot Pants, Manu Chao a The Clash pour groupe de référence. Même si au départ il n'est pas spécialement attaché au mouvement punk, il est emballé par un concert que donne le groupe britannique au Palais des Sports.
Noir Désir a également été influencé par The Clash. Lors d'une interview donnée à Vibrations Magazine, Bertrand Cantat déclare que l'album London Calling fait partie de sa discothèque privilégiée : « Mais aussi les autres, parce que le punk a été important pour moi, à tous les niveaux, parce qu’ils ont pas mal exploré, ont ouvert sur le dub, et que si on a une petite baisse de régime sur l’île, ça peut remonter les bretelles. » Les membres du groupe Téléphone ont de nombreuses fois évoqué la parenté entre leur démarche et celles des Clash, citant Strummer et Jones comme leurs auteurs et compositeurs favoris. En 1984, les Têtes Raides, alors qu'ils se font encore appeler "Red Ted", commencent par jouer du punk, également inspirés de The Clash,.
En 2009, les éditions Buchet Chastel publient un recueil de nouvelles intitulé « London Calling - 19 histoires rock et noires » sous la direction de Jean-Noël Levavasseur. Dix-neuf auteurs principalement issus du roman noir français s'y approprient les 19 chansons de l'album pour y puiser 19 nouvelles.

### Ouverture musicale
L'une des particularités de ce groupe punk est son éclectisme musical. Dès son premier album, The Clash impose à CBS la reprise de Police and Thieves, un titre reggae de Junior Murvin. Cette démarche d'ouvrir le répertoire punk à d'autres morceaux les démarque du reste des groupes de l'époque. Au cours de son existence, le groupe explore un maximum de courants musicaux, s'essayant par exemple au groove avec Magnificent Seven et Lightning strikes et continue quasi systématiquement de s'inspirer de la musicalité du reggae ((White Man) In Hammersmith's Palais entre autres).
Le groupe considère néanmoins que puiser dans les rythmes reggae et les racines de la musique noire reste une démarche typiquement punk. Ainsi, à l'occasion de la sortie de Sandinista!, Paul Simonon déclare dans Rolling Stone : « Les gens ne comprennent pas. Le punk était sur le point de changer - et la règle numéro un était :  il n'y a pas de règle. »,. L'enregistrement de cet album (qui devient un triple-album en raison de la liste des morceaux enregistrés qui s'allongeait) est réalisé dans une ambiance créative qui ne se donne pas de limite. Ainsi, le « son » du groupe, travaillé au fil des albums par l'ingénieur du son Bill Price, a du mal à garder son identité sur certains morceaux, par l'apport d'instruments inhabituels chez les punks (synthétiseurs, boîtes à rythme, violons…). Strummer se souviendra que, dans l'enthousiasme débridé qui a régné pendant les enregistrements, il aurait joué de la balalaika s'il en avait trouvé une dans le studio. C'est pourtant l'envie de s'inspirer de nouvelles sonorités qui pousse le groupe à se séparer.
En 1983, Mick Jones souhaite continuer à insérer des références hip-hop dans les chansons qu'ils composent, à l'instar de ce qui a été fait pour l'album Sandinista!. Mais après avoir exploré le rap (The Magnificient seven), le dub avec entre autres Robber Dub, le ska, le rockabilly (Brand New Cadillac de Vince Taylor) ou même la soul (Stagger Lee), Joe Strummer et Paul Simonon cherchent à retourner aux sources du punk pour l'album suivant. Ce point de divergence participera à l'éviction de Mick Jones.

## Carrières post-Clash

### Joe Strummer
En 1986, Strummer collabore avec son ancien compère Mick Jones sur le second album de BAD, No. 10 Upping St.. Il le coproduit et coécrit sept chansons. Strummer joue la comédie dans quelques films, notamment dans Walker d'Alex Cox et Mystery Train de Jim Jarmusch. Il effectue également une apparition caméo pour Aki Kaurismäki dans I hired a Contract Killer où il chante Burning Lights/Afro-Cuban Be-Bop. Il se fait remarquer à cette période pour sa participation à des bandes originales, dont Love Kills pour le film Sid and Nancy. Il coproduit plus tard celle de Grosse Pointe Blank avec John Cusack qui rencontre du succès. Après quelques expérimentations avec des groupes de soutien au succès limité, il refait surface en 1989 en réalisant son premier album solo. Earthquake Weather n'est ni un succès critique, ni un succès commercial. Strummer part néanmoins en tournée avec une nouvelle troupe de musiciens, le Latino Rockabilly War, avant de sortir le single Trash City. En 1991/1992, Strummer rejoint les Pogues après l'éviction de l'ancien chanteur Shane MacGowan pour une série de concerts à travers l'Europe.
Finalement, à la fin des années 1990, Joe Strummer rassemble des musiciens de haut vol sous le nom de The Mescaleros. Le 15 novembre 2002, Joe Strummer and The Mescaleros donne un concert caritatif pour les pompiers londoniens (FBU) à l'Acton Town Hall de Londres. À cette occasion, Mick Jones rejoint le groupe sur scène sur Bankrobber, White Riot et London's Burning.
Joe Strummer monte sur scène pour la dernière fois le 22 novembre 2002 à la Liverpool Academy. Il meurt subitement le mois suivant d'une crise cardiaque à l'âge de 50 ans. Streetcore, l'album des Mescaleros sur lequel il travaillait, sort à titre posthume en 2003. Sa réception critique est élogieuse. Mick Jones avouera plus tard à la presse que cette mort est intervenue alors que les ex-membres de The Clash songeaient sérieusement à se remettre ensemble pour une tournée mondiale. Leurs retrouvailles pour le documentaire Westway to the World de Don Letts (2001) leur avait redonné l'envie.

### Mick Jones

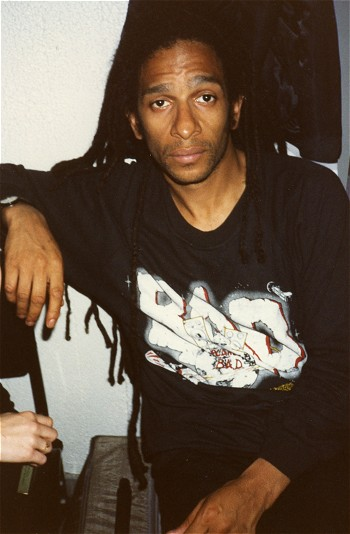
Don Letts en mars 1987 avec BAD

Après son expulsion de The Clash, Mick Jones forme brièvement (fin 83 début 84), le groupe Top Risk Action Company (T.R.A.C.) en compagnie de Topper Headon (batterie) Leo E-Zee Kill Williams (Bass) et John Boy Lennard (Saxophone). Le groupe ne donnera aucun concert mais réalisera une K7 démo de plusieurs titres. Parallèlement, Mick Jones s'investit dans la création du premier album de General Public All the rage mais n'apparait pas dans les crédits de l'album lors de sa sortie (alors qu'on peut entendre sa guitare sur certains titres).
Puis il forme Big Audio Dynamite (ou BAD) en 1984 accompagné notamment de Don Letts, réalisateur de plusieurs vidéos sur les Clash. Leur premier album, This is Big Audio Dynamite, sort l'année suivante. Le disque suivant, No. 10 Upping St., réunit Jones et Strummer. En 1988 le groupe sort Tighten Up Vol 88 (dont la pochette est peinte par Paul Simonon), puis un ultime album l'année suivante nommé Mégatop Phoenix très orienté acid house, et se sépare.
Mick Jones, met en place un nouveau groupe sous le nom de Big Audio Dynamite II, qui enregistre un premier album Kool Aid puis The Globe l'année suivante dans une version remaniée dont le morceau d'ouverture nommé Rush connaît un certain succès, ce qui permettra au groupe de partir dans une longue tournée à travers le monde en ouvrant pour le groupe U2. En 1994, le groupe sort Higher power sous le nom Big Audio puis F-Punk sous le nom de Big Audio Dynamite.
Producteur, Mick Jones travaille avec les Libertines pour leurs deux albums studio et Babyshambles pour leur premier. Depuis, il joue et a enregistré un nouvel album, The Last Post, avec son nouveau groupe Carbon/Silicon.

### Paul Simonon

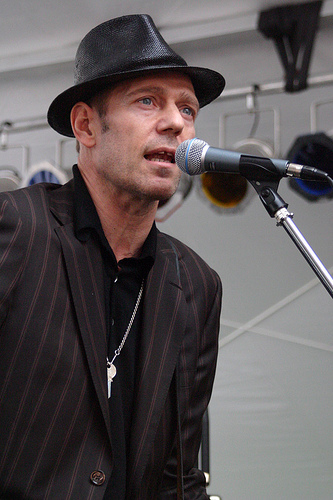
Paul Simonon avec The Good, the Bad and the Queen

À la suite de l'éclatement de The Clash, Simonon forme un groupe appelé Havana 3a.m., lequel enregistre seulement un album au Japon avant de rapidement abandonner. Il retourne alors à ses racines en devenant artiste peintre, exposant dans plusieurs galeries d'art et contribuant à la couverture du troisième album de Mick Jones et BAD, Tighten Up Vol. 88. Le refus de Simonon de rejouer de la musique est l'une des principales explications données pour laquelle The Clash est l'un des quelques groupes punks des années 1970 à ne pas s'être reformé lors de la période nostalgique punk de la fin des années 1990.
Simonon collaborera avec Damon Albarn de Blur et de la formation virtuelle Gorillaz, Simon Tong de The Verve et Tony Allen, principal fondateur de l'afrobeat et batteur de Fela Kuti. Ensemble, ils créent The Good, the Bad and the Queen dont le premier concert a été donné le 26 octobre 2006 au Roundhouse de Camden Town.

### Topper Headon
La contribution de Headon à The Clash n'est pas limitée à son jeu à la batterie. Il compose et arrange la musique pour Ivan Meets G.I. Joe (où il chante aussi) et Rock The Casbah pratiquement tout seul. Ce dernier titre est d'ailleurs leur plus gros hit aux États-Unis où il atteint la 8e place du Billboard en 1982. À cette époque cependant, Headon est viré du groupe en raison des conséquences de son addiction à l'héroïne.
À l'exception d'un petit groupe de RnB avec qui il enregistre un LP intitulé Waking Up et le 12" E.P. Drumming Man en 1986, Headon disparaît du milieu musical jusqu'au documentaire rétrospectif de Don Letts Westway to the World. Il y fait son mea culpea au sujet de sa toxicomanie, vivant des royalties provenant des Clash, atteint d’hypercyphose, et après plusieurs années d'échec dans sa quête d'une réhabilitation, il est maintenant sain et monte sur scène à nouveau.

### Autres membres
- Terry Chimes : Chimes joue avec divers autres groupes entre et après ses participations avec the Clash. Il est le batteur de Black Sabbath pendant deux ans au milieu des années 1980. Retiré de la scène musicale, il devient ensuite chiropraticien. Depuis 1994, il exerce dans son propre cabinet à Woodford dans la banlieue sud de Londres.
- Pete Howard : Howard joue pour Fiction Records dans le groupe Eat, avant de former Vent 414 avec Miles Hunt en 1996. Il rejoint Queen Adreena en 2002.
- Keith Levene : Après son départ des Clash et peu après la séparation des Sex Pistols, Levene cofonde Public Image Limited (PiL) avec John Lydon (alias Johnny Rotten). Son style de jeu à la guitare a été beaucoup imité par plusieurs punk rockers ou autre, tels que The Edge de U2. Sur des enregistrements suivants de PiL, Levene échange parfois sa guitare pour le synthétiseur. Il quitte PiL définitivement en 1983 à la suite d'une altercation avec Lydon.
- Nick Sheppard : De 1986 à 1989, il s'associe à Gareth Sager (ancien de The Pop Group et de Rip Rig & Panic) dans Head, mais leurs trois albums ne rencontrent pas leur public. Sheppard travaille ensuite avec Koozie Johns dans Shot et signe avec IRS Records en 1991, le label de Miles Copeland[148]. Cependant, aucun enregistrement du groupe n'est jamais sorti en disque. Sheppard déménage en Australie en 1993 et joue pour Heavy Smoker and the New Egyptian Kings.

## Membres

### Premiers membres
- Joe Strummer – chant, guitare rythmique (1976-1986, décédé en 2002)
- Mick Jones – chant, guitare solo, chœurs (1976-1983)
- Paul Simonon – basse, chœurs, chant (1976-1986)
- Nicky « Topper » Headon – batterie, percussions (1977-1982)

### Autres membres
- Terry Chimes – batterie (1976, 1977, 1982–83)
- Rob Harper – batterie (1976–77)
- Pete Howard – batterie (1983–86)
- Keith Levene – guitare (1976-77 — mort le 11 novembre 2022)
- Nick Sheppard – guitare solo, chant, chœurs (1983–86)
- Vince White – guitare rythmique (1983–86)

### Chronologie
| Membres de The Clash par date et par instrument |

## Discographie
- 1977 : The Clash
- 1978 : Give 'Em Enough Rope
- 1979 : London Calling
- 1980 : Sandinista!
- 1982 : Combat Rock
- 1985 : Cut the Crap'

## Vidéographie
- Rude Boy
- Westway to the World
- The Essential Clash
- Up Close and Personal (documentaire)
- The Future is Unwritten (documentaire)
- Live - Revolution Rock (documentaire produit par Don Letts inclus titres live rares et inédits)
- In Tokyo (live filmé au Sun Plaza Hall à Tokyo le 2 janvier 1982)

## Tournées
| Tableau n°2 : Tournées de The Clash |                               |                   |                                              |                                    |
| Année                               | Titre                         | Mois              | Lieu                                         | Commentaire                        |
| 1976                                | Anarchy Tour                  | décembre          | Angleterre                                   | En première partie des Sex Pistols |
| 1977                                | White Riot Tour               | mai               | Angleterre                                   |                                    |
| 1977                                | Get out of Control Tour       | octobre-décembre  | Royaume-Uni                                  |                                    |
| 1978                                | On Parole Tour                | juin-juillet      | Royaume-Uni                                  |                                    |
| 1978                                | Sort it out Tour              | octobre-décembre  | Royaume-Uni + Europe                         |                                    |
| 1979                                | Pearl Harbour Tour            | octobre-décembre  | États-Unis + Canada                          |                                    |
| 1979                                | The Clash Take the Fifth Tour | septembre-octobre | États-Unis + Canada                          |                                    |
| 1980                                | 16 Tons Tour                  | janvier-juin      | Royaume-Uni + États-Unis + Europe            |                                    |
| 1981                                | Impossible Mission Tour       | avril-mai         | Europe                                       |                                    |
| 1981                                | Radio Clash                   | octobre           | Royaume-Uni + Europe                         |                                    |
| 1982                                | Far East Tour                 | janvier-février   | Japon + Nouvelle-Zélande + Australie + Chine |                                    |
| 1982                                | Casbah Club Tour              | mai-août          | États-Unis + Canada + Royaume-Uni            |                                    |
| 1982                                | Combat Rock Tour              | août-octobre      | États-Unis                                   | En première partie de The Who      |

## Autres apparitions
- Le groupe The Clash apparait dans le film de Martin Scorsese La Valse des pantins (1983) avec Robert De Niro. Strummer, Jones et Simonon peuvent être aperçus dans une foule. Au générique, ils sont crédités sous le nom de « bande de loubards »[149].
- Le morceau Should I Stay or Should I Go figure dans la série Stranger Things et dans le film de Martin Campbell Sans frontière avec Angelina Jolie (2003).
- La chanson Rock the Casbah apparaît dans l'épisode Stan D'Arabie de la série American Dad.
- Le titre London Calling illustre une scène d'émeute du film Billy Elliot.